# 1973 Голяма награда на Франция
1973 Голяма награда на Франция е 23-то за Голямата награда на Франция и осми кръг от сезон 1973 във Формула 1, провежда се на 1 юли 1973 година на пистата Пол Рикар, Франция.

## Репортаж
Заради ангажиментите си в Америка, Питър Ревсън пропуска това състезание, за сметка на Джоди Шектър, който е повикан от Макларън. Ферари са отново с Джаки Икс и Артуро Мерцарио като причината е наличието на трети болид. Андреа де Адамич е отново в състава на Брабам, а поради контузия отсъства Майк Бютлър, заради което Райн Визел е повикан да заеме мястото на англичанина. След като няма постоянен втори пилот за отбора на Франк Уилямс – Исо Марлборо, тимът назначи Анри Пескароло като съотборник на Хоудън Гънли. Текно отново пропускат това състезание, този път поради финансови спорове, въпреки че техния им пилот Крис Еймън присъства на трасето като зрител, докато Инсайн направи така очаквания дебют във Формула 1, заедно с техния им пилот Рики фон Опел.

### Квалификация
Шектър се оказа голямата сензация по време на квалификацията, като той постига второ време зад волана на Макларън M23. Южноафриканецът имаше възможност да вземе пол-позиция, след като повечето хора смятат времето на Джеки Стюарт да е некоректно, но организаторите не обърнаха никакво внимание. Емерсон Фитипалди остана трети пред Франсоа Север и Рони Петерсон. Дени Хълм остана шести пред другата голяма изненада, Жан-Пиер Жарие, чийто опит в местните шампионати, най-после му уреди място в топ 10. Карлос Ройтеман, Клей Регацони и Мерцарио допълват местата в първите десет, а фон Опел се нареди на последната 25-а позиция.

### Състезание
Съединителят в Шадоу-а на Джаки Оливър му изигра лоша шега като той стана първата жертва, преди преполовяването на първата обиколка. Шектър поведе колоната пред Петерсон, Стюарт, Хълм и Фитипалди, преди да се образува дупка между първите петима и следващата група водена от Север, Ройтеман, Икс, Жарие и Регацони. Шектър продължи да води челниците видимо концентриран, докато Марч-а на Жарие счупи полуоска в осмата обиколка. Хълм е първия от лидерите да загуби контакт, което доведе и до спирането му в бокса в 18-а обиколка за смяна на задните гуми, след което е забавен от механиците. Новозеландецът излезе с обиколка назад пред водещата група като помагач на Шектър. Две обиколки по-късно Фитипалди изпревари Тирел-а на Стюарт, който също спря в бокса в 22-рата обиколка за смяна на спукана гума, която прати 13-и. През това време Пескароло, Джордж Фолмър и Визел напускат надпреварата, скоро последвани от де Адамич и Майк Хейлууд. Ройтеман оцеля след завъртане, но загуби позицията си от Север.
Фитипалди премина пред съотборника си, в опит да притесни младия южноафриканец, след което в 35-а обиколка Хълм се промъква между Лотус-ите. Шектър продължи да води до 42-рата обиколка, когато групата застига БРМ-а на Жан-Пиер Белтоаз. Фитипалди се опита да се промъкне между Макларън-а и БРМ-а, но бразилеца удари Шектър, от което Лотус-а счупи предното окачване. Шектър продължи само две обиколки, преди да се прибере в бокса на своя отбор с повреда по окачването.
Петерсон изненадващо се оказа на първа позиция след хаоса, водейки пред вече втория Север и Ройтеман. През това време Стюарт си проправя път напред, следван директно от Икс. Двамата застигат Брабам-а на Ройтеман, но се оказа труден за изпреварване, докато Джеймс Хънт, който пропусна предишното състезание в Швеция се движи шести пред Мерцарио.
След като шведа е ограбен от сигурна победа в Андерсторп, Петерсон пресече финала за своята първа Гран При победа в неговата кариера, докато местната публика се радва на второто място на Север. Ройтеман удържа Стюарт и Икс за своя първи подиум, а Хънт постига първата си точка в неговото второ състезание, пред видимо недоволния Мерцарио. Уилсън Фитипалди е напът да завърши осми, преди дросела да се счупи, което прати вместо това Хълм на тази позиция. Ники Лауда, Греъм Хил (който се оказа по-бърз от двата заводски Шадоу-а), Белтоаз, Регацони, Карлос Паче, Гънли и фон Опел са останалите финиширали.

## Класиране
| Поз | No | Пилот             | Конструктор      | Оби. | Време/Отпадане  | Място | Точки |
| --- | -- | ----------------- | ---------------- | ---- | --------------- | ----- | ----- |
| 1   | 2  | Рони Петерсон     | Лотус-Форд       | 54   | 1:41:36.52      | 5     | 9     |
| 2   | 6  | Франсоа Север     | Тирел-Форд       | 54   | + 40.92         | 4     | 6     |
| 3   | 10 | Карлос Ройтеман   | Брабам-Форд      | 54   | + 46.48         | 8     | 4     |
| 4   | 5  | Джеки Стюарт      | Тирел-Форд       | 54   | + 46.93         | 1     | 3     |
| 5   | 3  | Джеки Икс         | Ферари           | 54   | + 48.90         | 12    | 2     |
| 6   | 27 | Джеймс Хънт       | Марч-Форд        | 54   | + 1:22.54       | 14    | 1     |
| 7   | 4  | Артуро Мерцарио   | Ферари           | 54   | + 1:29.19       | 10    |       |
| 8   | 7  | Дени Хълм         | Макларън-Форд    | 54   | + 1:29.53       | 6     |       |
| 9   | 21 | Ники Лауда        | БРМ              | 54   | + 1:45.76       | 17    |       |
| 10  | 12 | Греъм Хил         | Шадоу-Форд       | 53   | + 1 Об.         | 16    |       |
| 11  | 20 | Жан-Пиер Белтоаз  | БРМ              | 53   | + 1 Об.         | 15    |       |
| 12  | 19 | Клей Регацони     | БРМ              | 53   | + 1 Об.         | 9     |       |
| 13  | 24 | Карлос Паче       | Съртис-Форд      | 51   | + 3 Об.         | 18    |       |
| 14  | 25 | Хоудън Гънли      | Исо Малборо-Форд | 51   | + 3 Об.         | 24    |       |
| 15  | 29 | Рики фон Опел     | Инсайн-Форд      | 51   | + 3 Об.         | 25    |       |
| 16  | 11 | Уилсън Фитипалди  | Брабам-Форд      | 50   | + 4 Об.         | 19    |       |
| Отп | 8  | Джоди Шектър      | Макларън-Форд    | 43   | Инцидент        | 2     |       |
| Отп | 1  | Емерсон Фитипалди | Лотус-Форд       | 41   | Сблъсък         | 3     |       |
| Отп | 23 | Майк Хейлууд      | Съртис-Форд      | 29   | Теч-гориво      | 11    |       |
| Отп | 9  | Андреа де Адамич  | Брабам-Форд      | 28   | Полуоска        | 13    |       |
| Отп | 15 | Райн Визел        | Марч-Форд        | 20   | Прегравяне      | 22    |       |
| Отп | 16 | Джордж Фолмър     | Шадоу-Форд       | 16   | Горивна система | 20    |       |
| Отп | 26 | Анри Пескароло    | Исо Малборо-Форд | 16   | Прегравяне      | 23    |       |
| Отп | 14 | Жан-Пиер Жарие    | Марч-Форд        | 7    | Полуоска        | 7     |       |
| Отп | 17 | Джаки Оливър      | Шадоу-Форд       | 0    | Съединител      | 21    |       |

## Класиране след състезанието
| Поз | Пилот             | Точки |
| --- | ----------------- | ----- |
| 1   | Джеки Стюарт      | 42    |
| 2   | Емерсон Фитипалди | 41    |
| 3   | Франсоа Север     | 31    |
| 4   | Рони Петерсон     | 19    |
| 5   | Дени Хълм         | 19    |
| 6   | Питър Ревсън      | 11    |
| 7   | Джеки Икс         | 8     |
| 8   | Карлос Ройтеман   | 7     |

| Поз | Конструктор   | Точки   |
| --- | ------------- | ------- |
| 1   | Лотус-Форд    | 52 (56) |
| 2   | Тирел-Форд    | 51 (55) |
| 3   | Макларън-Форд | 26      |
| 4   | Ферари        | 12      |
| 5   | Брабам-Форд   | 11      |
| 6   | Шадоу-Форд    | 5       |
| 7   | БРМ           | 5       |
| 8   | Марч-Форд     | 1       |